# Peter Mutkovič
Peter Mutkovič (19. října 1945 Bratislava – 28. prosince 2023) byl bývalý slovenský fotbalista, obránce, československý reprezentant, účastník Olympijských her v Mexiku roku 1968.

## Fotbalová kariéra
V československé reprezentaci odehrál roku 1970 dvě utkání. Šestkrát startoval v olympijském výběru. V československé lize hrál za Slovan Bratislava (1965–1975) a ZVL Žilina (1975–1976). Se Slovanem získal dva tituly mistra (1970, 1974) a dvakrát s ním vyhrál československý pohár (1968, 1974). Nastoupil ve 171 ligových utkáních. V Poháru mistrů evropských zemí nastoupil v 5 utkáních, v Poháru vítězů pohárů nastoupil ve 2 utkáních a v Poháru UEFA ve 3 utkáních. V československé reprezentaci nastoupil v roce 1970 ve 2 utkáních. Dorostenecký mistr Československa 1962.

## Ligová bilance
| Ročník                                   | Zápasy | Góly | Klub              |
| ---------------------------------------- | ------ | ---- | ----------------- |
| 1. československá fotbalová liga 1965/66 | 8      | 0    | Slovan Bratislava |
| 1. československá fotbalová liga 1966/67 | 21     | 0    | Slovan Bratislava |
| 1. československá fotbalová liga 1967/68 | 22     | 0    | Slovan Bratislava |
| 1. československá fotbalová liga 1968/69 | 8      | 0    | Slovan Bratislava |
| 1. československá fotbalová liga 1969/70 | 11     | 0    | Slovan Bratislava |
| 1. československá fotbalová liga 1970/71 | 29     | 0    | Slovan Bratislava |
| 1. československá fotbalová liga 1971/72 | 27     | 0    | Slovan Bratislava |
| 1. československá fotbalová liga 1972/73 | 15     | 0    | Slovan Bratislava |
| 1. československá fotbalová liga 1973/74 | 11     | 0    | Slovan Bratislava |
| 1. československá fotbalová liga 1974/75 | 11     | 0    | Slovan Bratislava |
| 1. československá fotbalová liga 1975/76 | 8      | 0    | ZVL Žilina        |
| CELKEM 1. liga                           | 171    | 0    |                   |